# Provinz Santa Elena

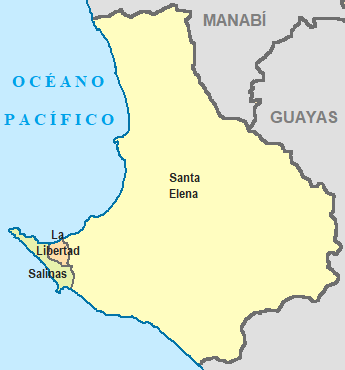
Lage der Kantone

Die Provinz Santa Elena (span. Provincia de Santa Elena) ist eine am 7. November 2007 eingerichtete Provinz der Republik Ecuador. Sie besteht aus den drei ehemals zur Provinz Guayas gehörenden Kantonen Santa Elena, Salinas und La Libertad. Die Provinz verfügt über eine Erdölraffinerie, einen Flughafen, einen Hafen und umfassende touristische Infrastruktur, insbesondere im Badeort Salinas.

## Geographie
Die Provinz Santa Elena befindet sich im äußersten Westen Ecuadors, in Nord-Süd-Richtung zentral gelegen, auf der Santa-Elena-Halbinsel, die vom ecuadorianischen Festland in den Pazifischen Ozean ragt und klimatisch eine Fortsetzung der Küstenwüste im Nordwesten Perus ist. Das Klima ist dementsprechend überwiegend trocken und heiß.
Die Provinz grenzt im Süden an den Golf von Guayaquil, im Westen an den offenen Pazifik, im Norden an die Provinz Manabí und im Osten an die „Mutterprovinz“ Guayas.

## Geschichte
Am 1. März 2007 unterzeichnete Präsident Correa ein Gesetzesprojekt, das die Kantone La Libertad, Santa Elena und Salinas zu einer neuen Provinz Santa Elena zusammenfasste. Der Präfekt von Guayas, der Bürgermeister Guayaquils und große Teile des Provinzrates waren gegen die Ausgliederung der neuen Provinz, die nach langen Verhandlungen und zum Teil gewalttätigen Streiks in den betroffenen Kantonen am 7. November 2007 durch den Nationalkongress ratifiziert wurde. Die Provinz Santa Elena wurde bis zur Wahl eines Präfekten von einem Regierungskomitee aus Vertretern der Kantone und der vom Präsidenten ernannten Gouverneurin Ana Treviño verwaltet. Bei Wahlen am 16. März 2008 wurden eine Präfektin und das Provinzparlament gewählt. Die Wahlen zur Präfektur gewann die bisherige Gouverneurin Ana Treviño für Movimiento PAÍS. Als ihr Nachfolger im Gouverneursamt wurde im Mai Gino González benannt.
Entwicklung der Einwohnerzahl der Provinz Santa Elena bei landesweiten Volkszählungen zum jeweiligen Gebietsstand:
| Jahr                    | Einwohner | +/-  |
| ----------------------- | --------- | ---- |
| 2010                    | 308.693   | –    |
| 2022                    | 385.735   | 25 % |
| Datenherkunft: Wikidata |           |      |

## Kantone
Die Provinz Santa Elena ist in drei Kantone unterteilt. Diese sind (in der Reihenfolge ihrer Einrichtung):
| Name        | Hauptort    | Einwohner 2022 | Einwohner 2010 | Fläche [km²] | Bev.-Dichte [Ew./km²] | Gründung |
| ----------- | ----------- | -------------- | -------------- | ------------ | --------------------- | -------- |
| Santa Elena | Santa Elena | 186.687        | 144.076        | 3.595        | 52                    | 1839     |
| Salinas     | Salinas     | 86.801         | 68.675         | 68           | 1.281                 | 1937     |
| La Libertad | La Libertad | 112.247        | 95.942         | 25           | 4.440                 | 1993     |